# Symphysia
Symphysia es un género con cinco especies de plantas de flores perteneciente a la familia Ericaceae. 

## Especies seleccionadas
- Symphysia alainii
- Symphysia floccosa
- Symphysia guadalupensis
- Symphysia martinicensis
- Symphysia racemosa